# Ветуница
Ветуница (мкд. Ветуница) је насеље у Северној Македонији, у североисточном делу државе. Ветуница је у оквиру општине Ранковце.

## Географија
Ветуница је смештена у североисточном делу Северне Македоније. Од најближег града, Куманова, село је удаљено 30 km источно.
Село Ветуница се налази у историјској области Славиште. Насеље је положено у долини Криве реке, на приближно 500 метара надморске висине.
Месна клима је умерено континентална.

## Становништво
Ветуница је према последњем попису из 2002. године имала 57 становника. Од тога огромну већину чине етнички Македонци (100%).
Претежна вероисповест месног становништва је православље.